# 1998 en basket-ball
Chronologie du basket-ball
1997 en basket-ball - 1998 en basket-ball - 1999 en basket-ball
Les faits marquants de l'année 1998 en basket-ball

## Récapitulatifs des principaux vainqueurs de compétitions 1997-1998

### Masculins
| Europe - Allemagne : ALBA Berlin - Autriche : UKJ Sankt Pölten - British Basketball League : Birmingham Bullets - Belgique : Spirou Charleroi - Croatie : Cibona Zagreb - Espagne : TDK Manresa - Euroligue : Kinder Bologne - Finlande : ToPo Helsinki - France : Élan béarnais Pau-Orthez - Grèce : Panathinaïkos - Israël : Maccabi Tel-Aviv - Italie : Kinder Bologne - Coupe Korać : Scaligera Verona - Lituanie : Žalgiris Kaunas - Lettonie : ASK Broceni Rīga - Pologne : Zepter Śląsk Wrocław - Portugal : - - Coupe Saporta : Žalgiris Kaunas - Russie : CSKA Moscou - République tchèque : BK Opava - Slovaquie : Slovakfarma Pezinok - Suède : Norrköping Dolphins - Suisse : Fribourg Olympic - Turquie : - | Amériques - Argentine : AD Atenas - Brésil : Franca BC - CBA : - - Liga Sudamericana : AD Atenas - NBA : Chicago Bulls - NCAA : Kentucky Wildcats - Venezuela : Marinos de Oriente | Afrique, Asie, Océanie - Coupe d’Afrique : Maghreb de Fès - Angola : Petro Luanda |

### Féminines
| Europe - Allemagne : BTV Wuppertal - Belgique : BCSS Namur - Bosnie-Herzégovine : KK Željezničar Sarajevo - Chypre : AEL Limassol - Espagne : Pool Getafe - Euroligue : Bourges - France : Bourges - Grèce : KAE Panathinaïkós AO - Hongrie : - - Italie : Côme - Lituanie : - - Lettonie : RTU Klondaika - Pays-Bas : BV Den Helder - Pologne : Fota Porta Gdynia - République tchèque : - - Coupe Ronchetti : Sopron - Russie : - - Slovaquie : SCP Ružomberok - Turquie :- | Amériques - ABL : Columbus Quest - Argentine : - - Brésil : - - Canada : - - NCAA : - - WNBA : Comets de Houston | Afrique, Asie, Océanie - WKBL-été : - WKBL-hiver : |

## Décès
- 11 mars : Buddy Jeanette, joueur et entraîneur, membre du basketball Hall of Fame (80 ans).
- 15 mai : Earl Manigault, légende du street-ball.
- 13 novembre : Red Holzman, membre du basketball Hall of Fame.